# Андре, Бернар
Бернар Андре, или Андреас (англ. Bernard André, лат. Bernardi Andreas, 1450 или 1455, Тулуза — 1522) — английский историк, поэт и педагог французского происхождения, монах-августинец, придворный историограф и биограф королей Генриха VII и Генриха VIII Тюдоров.

## Биография
Уроженец Тулузы в Окситании, он, по словам современников, происходил из старинной семьи, о которой, однако, почти ничего неизвестно.
Вступив ещё в Тулузе в орден Святого Августина, получил в одном из европейских университетов степень доктора обоих прав (лат. Iuris Utriusque Doctor), канонического и гражданского, как это следует из записи в реестре августинцев в Риме под 1514 годом.
В Бретани, возможно, при посредничестве Ричарда Фокса, впоследствии епископа Эксетерского, познакомился с будущим королём Англии Генрихом VII, тогда графом Ричмондом, проживавшим там с 1475 года в изгнании под опекой герцога Франциска II. По другим данным, Генрих повстречался с ним при Бургундском дворе.
В 1485 году, в возрасте 35 лет, отправился вместе с Генрихом в Англию, и, после победы последнего над Ричардом III в битве при Босворте 22 августа того же года, приветствовал его в Лондоне хвалебной «Сафической одой» на латыни, опубликованной позже в его собственной хронике.
Получив в 1486 году от нового короля аннуитет и пожизненный пенсион, не считая денежных подарков, стал первым известным поэтом-лауреатом, завоевав авторитет при дворе своим знанием античной классики и гуманистической литературы. В 1489 году от лица короля вступил в поэтический спор с членом французского посольства генералом ордена Св. Троицы Робером Гагеном, отстаивая честь английской короны.
В 1496 году назначен был наставником наследника престола принца Артура, а позже, вероятно, участвовал и в воспитании брата последнего — будущего короля Генриха VIII. Войдя в королевское окружение, написал для принцев ряд педагогических сочинений, некоторые из них сохранились. Преподавал также в Оксфорде. Среди современников известен был преимущественно в качестве поэта, заслужив похвалу у таких авторитетов, как Томас Мор и Эразм Роттердамский.
В 1498 году епископ Линкольнский предоставил ему приход в госпитале Святого Леонарда в Бедфорде, который он в следующем году оставил. В мае 1499 года он выступил свидетелем на свадьбе по доверенности, сыгранной между принцем Артуром и Екатериной Арагонской в Бьюдли (Вустершир). В 1500 году он получил от короля приход в Гине недалеко от Кале, а в 1501 году настоятель аббатства Гластонбери пожаловал его бенефицием в Хайэме.
С августа 1500 года он занимался составлением биографии Генриха VII, работу над которой прервал после внезапной смерти 2 апреля 1502 года наследного принца Артура, вызвавшей осложнения при дворе и привёдшей его самого в сильное смятение. Существует гипотеза, что трудами его остался недоволен сам король, поручивший вместо него написание истории более осведомлённому и, вероятно, менее объективному, Полидору Вергилию.
После смерти в 1509 году Генриха VII оставил двор, продолжая, однако, получать содержание от нового короля. Переписывался со многими клириками и гуманистами, поддерживал дружеские отношения с Эразмом Роттердамским, вплоть до ссоры, произошедшей между ними во время визита последнего в Лондон в 1511 году.
В отчётах о выплатах наград и жалованья из королевской казны его неоднократно называют «мастером Барнардом, слепым поэтом» (англ. master Barnard the blind poet), указания на это встречаются и в его произведениях. Возможно, он начал терять зрение ещё до своего приезда в Англию с Генрихом VII, и к началу следующего XVI века полностью ослеп, из-за чего описывал современные ему события с чужих слов, а не как очевидец. В одном из своих сочинений он иронически сравнивает себя с Гомером.
По документам, он оставил свой приход в Гине в ноябре 1521 года, и, вероятно, не позже 1522 года умер. Похоронен был в Лондоне в соборном храме монастыря Братьев Августинцев, после упразднения в 1538 году последнего получившей название Голландской церкви.

## Сочинения
В соответствии с этикой современного ему Ренессанса, свои произведения Бернар Андре писал главным образом на латыни.
Не позже 22 августа 1500 года он начал работу над «Историей жизни и деяний Генриха VII» (лат. De Vita atque Gestis Henrici Septimi), оставшейся незавершённой из-за внезапной смерти его воспитанника принца Артура. Изложение событий в ней доведено до восстания в Корнуолле в 1497 году, которое описано настолько достоверно, что сочинение это считается незаменимым источником об этом мятеже.
Хотя во вступлении к своему сочинению Андре упоминает таких классических авторов, как Катон Старший, Цицерон, Стаций, Плутарх, в самом тексте он не даёт ссылок на источники, разбавляя своё повествование монологами персонажей, а также многочисленными стихотворениями, представляющими собой прекрасный образец неолатинской поэзии начала XVI века. Встречающиеся в тексте лакуны и пробелы объясняются не столько плохой сохранностью рукописи, сколько намерением автора оставить пропуски на месте имён, дат, событий, подробными сведениями о которых он не располагал и потому намеревался заполнить эти места позднее.
Политизированный труд Андре, создававшийся в первую очередь в интересах государственной пропаганды, тем не менее, уникален, так как является единственным описанием правления короля Генриха VII, составленным его современником, а также отражает растущее влияние на английскую историографию гуманистических идей. Не всегда уделяя должное внимание историческим фактам и деталям, а также, возможно, не будучи способным изучать источники в силу своего физического недуга, Андре сосредотачивается на выявлении скрытых причин описываемых событий и вопросах морали, а также доказательствах благородства происхождения династии Тюдоров, последовательно обосновывая законность претензий их на английскую корону. Род отца Генриха VII Эдмунда Тюдора графа Ричмонда он традиционно возводит к легендарному Бруту и древневаллийским королям Кадваллону и Кадваладру (VII в. н. э.). Его трактовка образа Ричарда III даёт начало литературной традиции, продолженной в «Истории Ричарда III» Томаса Мора, и нашедшей своё завершение в «Исторических хрониках» Уильяма Шекспира. 
Покинув королевский двор после смерти своего воспитанника, Андре обязался каждые два года представлять туда очередные летописи новейших событий, из числа которых сохранились составленные в 1504/1505 году «Анналы двадцатого года» (англ. The Annals of the twentieth) и написанные в 1507/1508 году «Анналы двадцать третьего года» (англ. Annals of the Twenty Third Year), писавшиеся в литературной манере т. н. «дневников герольдов». Известно также, что он писал историю нового короля Генриха VIII, позже утраченную.
Помимо анналов и хроники, Андре является автором комментариев к труду Августина «О Граде Божьем», высоко ценившихся Эразмом Роттердамским, «Христианских гимнов», написанных для Томаса Мора, жития Андрея Первозванного, проповеди о Св. Доминике, а также многих поэм, од и стихотворений на латыни и французском языке, среди которых выделяются «Двенадцать побед Генриха VII» (фр. Les Douze Triomphes de Henry VII), в которых король сравнивается с самим Геркулесом.
Неоднократно он сочинял и к различным официальным торжествам, так, в 1514 году составил оду по поводу бракосочетания Марии Тюдор с французским королём Людовиком XII. Ему также безосновательно приписывалось полемическое сочинение «Защита семи таинств» (лат. Assertio Septem Sacramentorum), направленное против Мартина Лютера и опубликованное в 1521 году от имени короля Генриха VIII.
«История короля Генриха VII» (англ. Historia Henrici Septimi) Андре, сохранившаяся в рукописи начала XVI века из собрания Коттона Британской библиотеки (Cotton Domitian MS xviii), была впервые опубликована в 1858 году в Лондоне историком Джеймсом Гайрднером в академической серии Rolls Series. Несмотря на то, что в дополнении это издание содержало вышеназванные погодные записи за 1504/1505 и 1507/1508 годы, оно имело ряд недостатков, в том числе поверхностные аннотации и отсутствие английского перевода.
В 2010 году появился перевод на современный английский язык, выполненный профессором классической филологии Калифорнийского университета Даной Феррином Саттоном и размещённый в электронной библиотеке Литературного музея Бирмингемского университета, а в 2011 году новая версия перевода Дэниэла Хоббинса. В 2017 году, при содействии Центра Гуманитарных инициатив, опубликован первый русский комментированный перевод сочинения Андре, выполненный канд. ист. наук Д. В. Кирюхиным.

## Издания
- Historia Regis Henrici Septimi a Bernardo Andrea Tholosate Conscripta, necnon Alia Quaedam ad Eundem Regem Spectantia. Edited by James Gairdner. — London: Longman, 1858. — 476 p.
- André B. De Vita atque Gestis Henrici Septimi Historia. Translated and edited by Dana F. Sutton. — University of California, Irvine, 2010.
- The Life of Henry VII by Bernard André. Translated and Introduced by Daniel Hobbins. — New York: Italica Press, 2011. — 126 p. — (Medieval & Renaissance Texts). — ISBN 978-1-59910-188-0.
- Андре Бернар. История жизни и достижений Генриха VII / Пер. с лат., вступ. ст., комм. Д. В. Кирюхина. — М.; СПб.: Центр гуманитарных инициатив, 2017. — 144 с. — (MEDIAEVALIA [series minor]). — ISBN 978-5-98712-724-7.